# Storstadsdjungel
Storstadsdjungel (originaltitel: The Harder They Fall) är en amerikansk film noir från 1956 i regi av Mark Robson. Rollerna spelas av bland andra Humphrey Bogart, Rod Steiger, Jan Sterling och Mike Lane. Filmen blev Humphrey Bogarts sista.

## Rollista i urval
- Humphrey Bogart – Eddie Willis
- Rod Steiger – Nick Benko
- Jan Sterling – Beth Willis
- Mike Lane – Toro Moreno
- Edward Andrews – Jim Weyerhause
- Harold J. Stone – Art Leavitt, tv-sportkommentator
- Carlos Montalbán – Luís Agrandi
- Nehemiah Persoff – Leo
- Felice Orlandi – Vince Fawcett
- Herbie Faye – Max